# آناهیت بوستانجیان
آناهید خاچاطوری بوستانجیان (ارمنی: Անահիտ Խաչատուրի Բոստանջյան؛ زادهٔ ۱۰ سپتامبر ۱۹۴۹ ۸ ژانویهٔ ۲۰۱۷) روزنامه‌نگار نظر، شاعر، مترجم، نویسنده و ویراستار اهل ارمنستان بود.

## زندگی‌نامه
وی در ۱۰ سپتامبر ۱۹۴۹ در تفلیس به دنیا آمد و از فارغ‌التحصیل گشت. وی برنده جوایزی همچون مدال موسس خورناتسی است. وی عضو اتحادیه نویسندگان ارمنستان بود. وی در ۸ ژانویهٔ ۲۰۱۷ در سن ۶۷ سالگی در تفلیس درگذشت.